# Mitrofan (Krasnopolski)
Mitrofan, imię świeckie Dmitrij Iwanowicz Krasnopolski (ur. 10 października?/22 października 1869 w guberni woroneskiej, zm. 6 lipca 1919 w Astrachaniu) – arcybiskup Rosyjskiego Kościoła Prawosławnego, nowomęczennik.

## Życiorys
Ukończył seminarium duchowne w Woroneżu w 1890 i trzy lata później został studentem Kijowskiej Akademii Duchownej. W 1896 złożył śluby zakonne, zostając rok później hieromnichem. W 1902 objął funkcję rektora seminarium duchownego w Mohylewie, otrzymując równocześnie godność archimandryty. W Mohylewie przewodniczył bractwu Przemienienia Pańskiego. 11 lutego 1907 mianowano go biskupem pomocniczym eparchii mohylewskiej z tytułem biskupa homelskiego. Również w 1907 wybrano go do Dumy III kadencji. W sierpniu 1909 uczestniczył w zjeździe bractw cerkiewnych działających na zachodnich ziemiach Imperium Rosyjskiego. Działał w rosyjskim ruchu monarchistycznym i nacjonalistycznym, był członkiem Związku Narodu Rosyjskiego i Rosyjskiego Zebrania.
W 1912 został biskupem mińskim, zaś 6 lipca 1916 przeniesiono go na katedrę astrachańską i carewską. Brał udział w Soborze Lokalnym Rosyjskiego Kościoła Prawosławnego, w czasie którego został wybrany przewodniczącym Wydziału ds. Najwyższej Władzy Cerkiewnej. W czasie soboru należał do największych zwolenników restauracji Patriarchatu Moskiewskiego i przyczynił się do zwycięstwa popierających patriarchat nad jego przeciwnikami. Negatywnie odniósł się do obalenia caratu. Odmówił podpisania telegramów kierowanych przez rosyjską prawosławną hierarchię do nowych władz kraju.
W kwietniu 1918 otrzymał godność arcybiskupa za swoje osiągnięcia w administrowaniu eparchią, cieszył się również sławą znakomitego kaznodziei. Już miesiąc później został aresztowany.
Mimo popularności, jaką cieszył się wśród wiernych eparchii, został razem z biskupem wikariuszem eparchii astrachańskiej i carewskiej Leoncjuszem skazany na śmierć przez rozstrzelanie. Tuż przed śmiercią miał chcieć pobłogosławić pluton egzekucyjny. Widząc to dowodzący nim uderzył go pistoletem w rękę, po czym zabił arcybiskupa strzałem w głowę.
W 2000 został kanonizowany przez Rosyjski Kościół Prawosławny.